# 園田実明
園田 実明（そのだ さねあき）は、戦国時代の武将。島津氏の家臣。薩摩国小野領主。

## 略歴
大永7年（1527年）6月、島津貴久が島津実久により清水城を攻められた際、死を覚悟して城を守ろうとする貴久に脱出するよう進言し、6月15日、貴久を始め山田伊代守、木脇祐兄、川越重実、長井善左衛門、鎌田政心、井尻祐宗、貴久の乳母である宇多氏と共に、夜陰に紛れて城を脱け出す。敵軍50騎に追尾されるも、小野村の自分の屋敷に貴久を匿いながら、無事に田布施の亀ヶ城まで貴久を送り届けた。
天文6年（1537年）、小野の地で実久勢を撃破した。
娘（広瀬氏、後に実窓院）は島津義弘の継々室（前室とは離縁）となった。その際、いったん娘を広瀬助宗の養女とした上で嫁がせている。その子は薩摩藩初代藩主・島津忠恒である。子孫は小野村に幕末まで続き、戦後の農地改革で小野の地を離れた。